# دم‌خاری تاج‌نواری
دم‌خاری تاج‌نواری (نام علمی: Cranioleuca pyrrhophia) گونه‌ای از پرندگان از خانواده مرغان تنورساز است. در آرژانتین، بولیوی، برزیل، پاراگوئه و اروگوئه یافت می‌شود. زیستگاه‌های طبیعی آن جنگل‌های خشک نیمه‌گرمسیری یا گرمسیری و جنگل‌های دشت مرطوب نیمه‌گرمسیری یا گرمسیری است. این گونه به دنبال قانون گلوگر، تنوع پرهای قابل توجهی را نشان می‌دهد. شناخته شده است که با Cranioleuca obsoleta در جنوب ریو گرانده جنوبی، برزیل دورگه‌زایی دارد.